# ایوت لالوا
ایوت لالوا (بلغاری: Ивет Мирославова Лалова-Колио؛ زادهٔ ۱۸ مهٔ ۱۹۸۴) دونده، و ورزشکار دو و میدانی اهل بلغارستان است. او در مسابقات دو ۱۰۰ متر، دو ۲۰۰ متر، و دو سرعت تخصص دارد و در حال حاضر دوازدهمین زن سریع تاریخ است. او در بازی‌های المپیک تابستانی ۲۰۰۴ در دو ۱۰۰ متر چهارم و در دو ۲۰۰ متر پنجم شد. از ۲۰۰۵ تا ۲۰۰۷ به علت جراحت از میدان مسابقه دور بود و در ۲۰۱۲ قهرمان دو ۱۰۰ متر زنان اروپا شد و در ۲۰۱۶ مدال طلای دوی ۱۰۰ متر و ۲۰۰ متر زنان اروپا را برد.